# Born to Mack
Born to Mack è il primo album in studio del rapper statunitense Too Short, pubblicato nel 1987.

## Tracce
1. Partytime – 5:00
2. Mack Attack – 5:57
3. Playboy Short II – 7:10
4. You Know What I Mean – 6:00
5. Freaky Tales – 9:30
6. Dope Fiend Beat – 6:50
7. Little Girls (feat. MC Jah) – 6:10
8. The Universal Mix – 3:42